# La Couronne (Schiff, 1636)

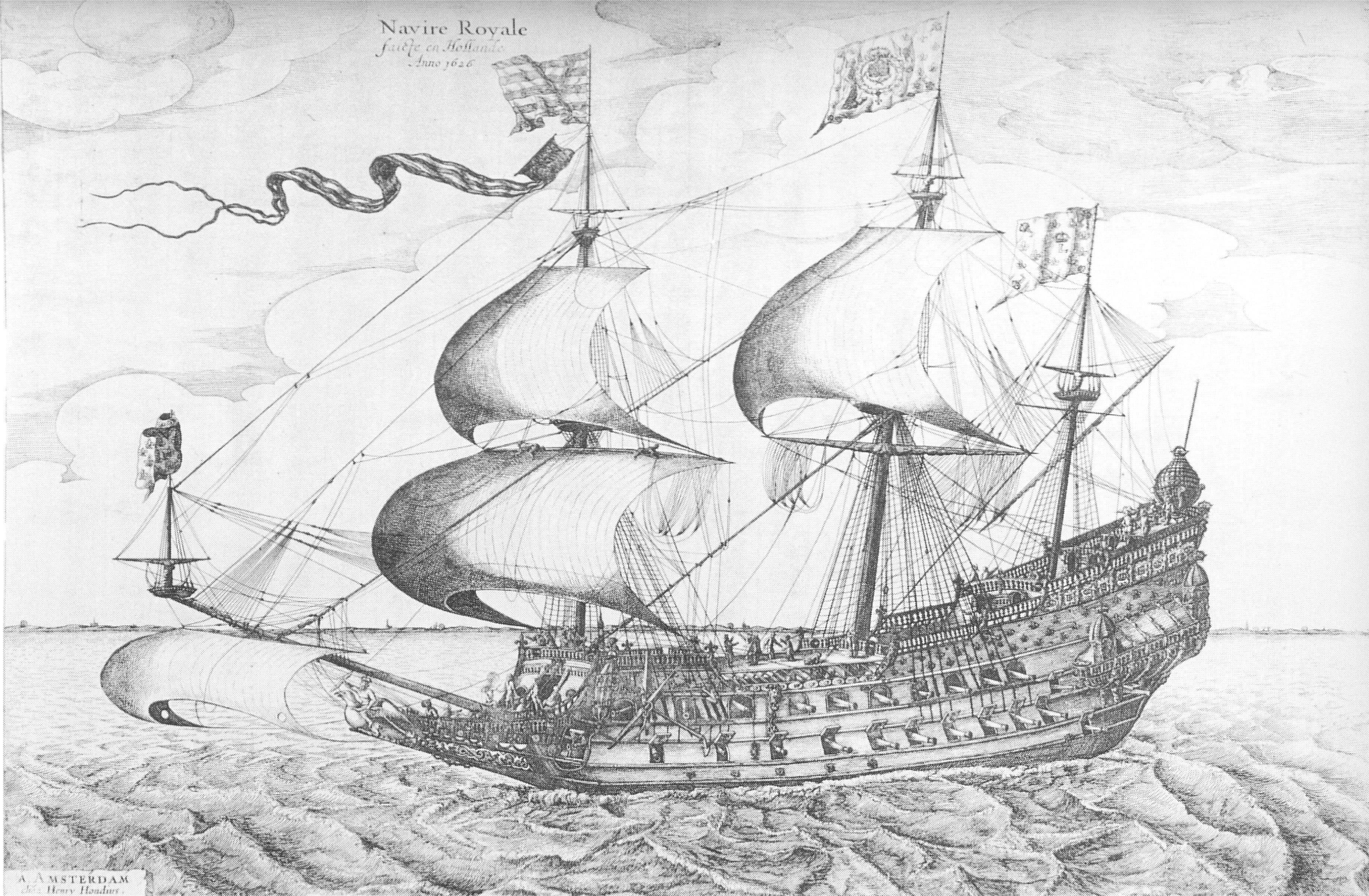
Zeichnung der Galeone La Couronne

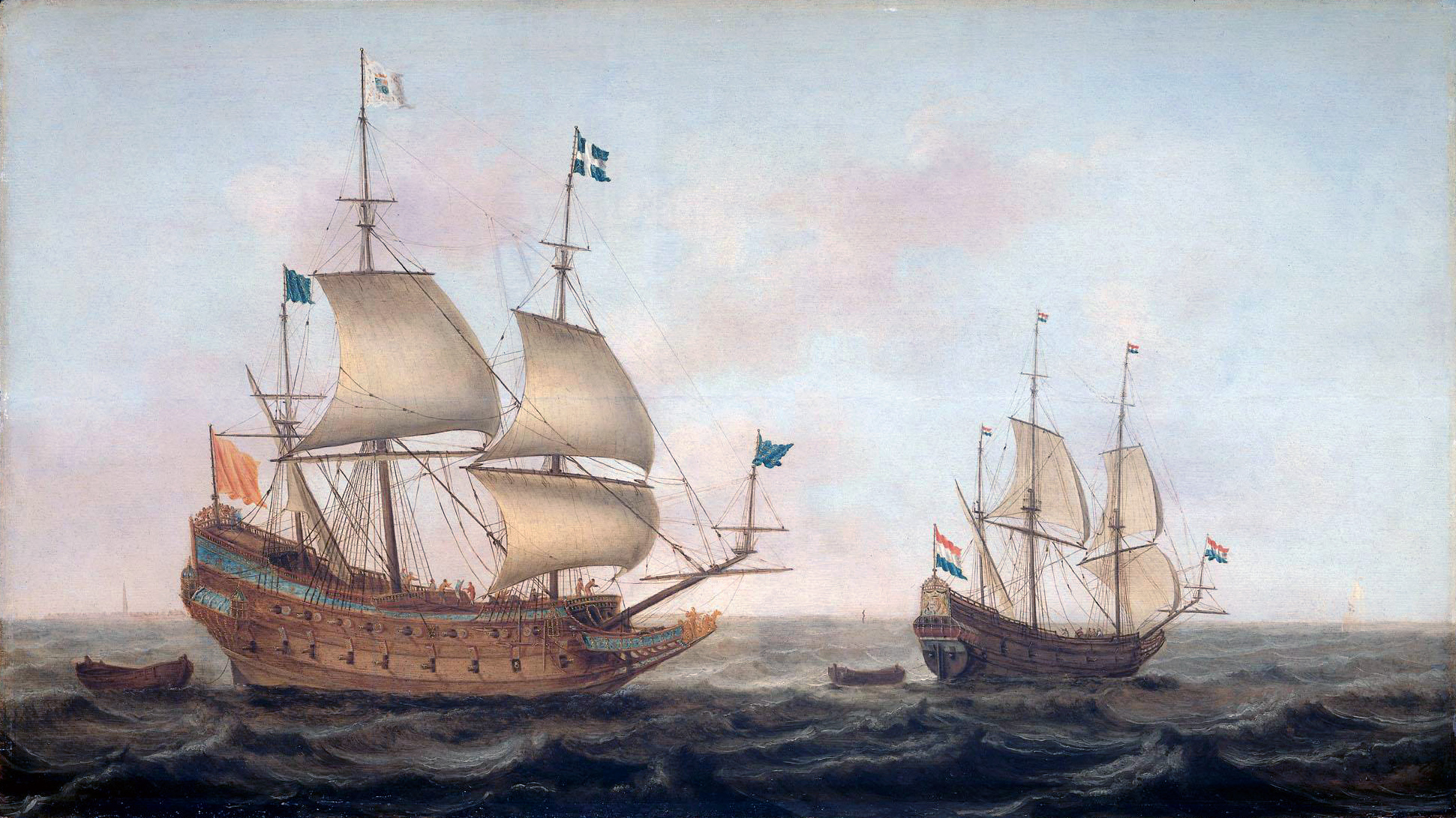
Ein zeitgenössisches französisches Kriegsschiff mit den Augen eines niederländischen Künstlers

Die La Couronne (zu deutsch: Die Krone) war ein französisches Segelkriegsschiff mit 72 Geschützen auf zwei Decks. Es ist wegen seiner üppigen Ausstattung ein beliebtes Vorbild für den Modellnachbau.

## Geschichte
Sie wurde 1636 auf der Werft La Roche Bernard in Dieppe durch den Schiffbaumeister Charles Mourier gebaut. Grundlage war, dass Kardinal Richelieu den rivalisierenden, französischen Hafenstädten ein Flottenbauprogramm befahl. Die großen englischen Schiffe wie die Sovereign of the Seas stellten für Frankreich eine große Bedrohung dar. La Couronne war an keinen größeren Kampfhandlungen beteiligt.

## Das Schiff
Da damalige Schiffbauer ihr Wissen und ihre Erfahrungen in Sachen Schiffbau oftmals nur an die eigenen Nachkommen weitergaben, was den Personenkreis bezüglich Detailwissen über das Schiff stark eingrenzte, sind nicht viele originalüberlieferte Details des Schiffbaumeisters Charles Morien bekannt. Aufgrund der aufmerksamen Beobachtungen von Jesuitenpater Georges Fournier und seiner Aufzeichnungen, gelingt es der Nachwelt, eine recht detaillierte Rekonstruktion des Schiffes vorzunehmen.
Da zu damaliger Zeit noch viele Galeeren die bislang bekannten Gewässer beherrschten, traute man einer so üppigen Galeone wie der La Couronne keine guten Fahreigenschaften zu. Insbesondere die hohen Aufbauten und die große Masse des Schiffes konnten beim Betrachter den Eindruck erwecken, dass das Schiff äußerst schwerfällig und schlecht zu steuern sei. Tatsächlich lief es nach heutigen Rekonstruktionserkenntnissen jedoch sehr gut, war wendig und konnte selbst kleinen Brandern davonsegeln. Die Grundform des Schiffes war dabei arabischen Schiffen aus jener Zeit entliehen und besaß somit ein erhöhtes Heck und einen langen niedrigen Bug. Beides wurde jedoch nach europäischen Schiffbauerfahrungen etwas modifiziert: Der Vorsteven war nicht geradlinig wie bei den arabischen Vorbildern, sondern orientierte sich an einem Kreisbogen. Der Fall wurde dabei so weit hinten wie möglich nahe dem Hauptspant konstruiert, was dem Schiff vorzügliche Segeleigenschaften selbst auf atlantischen Gewässern bescherte. Das Verhältnis Kiellänge zu Decksbalkenbreite lag bei dieser Schiffbaukonstruktion etwa bei  4:1, während Galeeren ein Verhältnis von 6:1 bis 9:1 hatten.
Das Unterwasserschiff  wurde mit einer Wurmhaut aus Tannenholz und einer darunter befindlichen Pilzschicht versehen, damit Schiffsbohrwürmer es schwer hatten, an die Außenwand zu gelangen. Zusätzlich ist noch ein Anstrich aus Kalk und Kokosöl überliefert, dem ebenfalls ein muschelhemmender Effekt nachgesagt wird. Das Schiff war wie bei anderen französischen Kriegsschiffen damaliger Zeit mit 8 Kompassen und 24 Sanduhren ausgestattet.
Entlang des Heckspiegels hatte die La Couronne eine ausgeprägte, mit vielen allegorischen Schnitzwerken versehene Heckgalerie, die in die seitlich angebrachten Seitengalerien mündete und zusammen bis zu 150 Personen fassen konnte. Oberhalb der Heckgalerie war das Bild des Schutzpatrons (St. Joseph) befestigt, neben dem wahrscheinlich noch das Wappen des Königs oder des Admirals angebracht war.
An höchster Stelle des Hecks war das Schiff mit drei aus vergoldetem Kupfer bestehenden Hecklaternen ausgestattet, die das Schiff als Admiralsschiff kennzeichneten. Die La Couronne war reich mit Farb- und Goldornamenten ausgestattet, deren genaues Aussehen leider nicht überliefert wurde. Gesichert scheint aber, dass wie bei fast allen Kriegsschiffen damaliger Zeit, insbesondere den Galeeren, die Innenseiten der Stückpforten rot bemalt waren.
Die La Couronne hatte vorne am Bug ein 15,27 m langes Galionsdeck, das an den Schiffsschnabel von Galeeren und Schebecken erinnerte und viele Personen aufnehmen konnte. Dieser Bereich wurde gerne benutzt, um die Notdurft zu verrichten oder Wäsche zu waschen. Das Deck war sehr tief konstruiert worden, da über diesem Deck die Jagdkanonen aufgestellt waren, die ein freies Schussfeld haben mussten.
An Bord des Schiffes gab es insgesamt drei Kombüsen und zwei Backöfen.
Großmast und Kreuzmast waren um 2° nach achtern geneigt, während der Vormast senkrecht stand. Das Großmarssegel  war in Bezug auf die Höhe (14,19 m) größer dimensioniert als das Großsegel (9,5 m).  Die Segelfläche der 10 Segel wird mit 1503 m2 angegeben. Die La Couronne führte zudem 10 Ersatzsegel mit.
Am Bugspriet waren zwei Sprietsegel angebracht, die Blinde und Oberblinde. Vormast und Großmast waren rahgetakelt. Der Kreuzmast war mit einem Lateinersegel an unterster Position bestückt.
Die La Couronne konnte sogar, obwohl sie so hochbordig war, rudernd wie eine Galeere mit 11,40 m langen Riemen bewegt werden und somit selbst bei Flaute pro Tag eine Strecke bis zu 12 Seemeilen heutiger Zeit zurücklegen.
Die Galeone führte insgesamt 7 Anker mit sich, deren schwerster 5433 kg wog, darunter 1 Warpanker.
Die 1 m breiten und sich nach oben öffnenden Stückpforten waren auf der La Couronne 3,57 m voneinander entfernt und wichen somit außergewöhnlich weit von den sonst üblichen 2,60 m bis 2,92 m anderer französischer Schiffe damaliger Zeit ab.
Die Bewaffnung des Schiffes war sehr vielfältig und gestaltete sich wie folgt:
- 14 Sechsunddreißigpfünder
- 2 Vierundzwanzigpfünder
- 26 Achtzehnpfünder
- 3 Achtpfünder
- 3 Vierpfünder
- 48 weitere Geschütze, darunter auch einige Drehbassen

Für diese Kanonen befanden sich 2300 Kanonenkugeln an Bord.
Es wurden zudem 175 Musketen für den Nahkampf mitgeführt, die schwerer ausgelegt waren, als die entsprechenden Landwaffen. Zum Inbrandsetzen von Segeln waren  Armbrüste vorgesehen. Darüber hinaus führte das Schiff, ebenfalls für den Nahkampf 6 Hellebarden, eine unbekannte Anzahl an Partisanen, Rundschilden und Stutzsäbeln mit, sowie 100 Piken.
Die Verdrängung bei angenommener Außenhautstärke von 0,30 m wird mit 2460 t angegeben. Die Besatzungsstärke belief sich inkl. aller Offiziere und Mannschaftsgrade auf 617 Mann. Die La Couronne kostete einschließlich der Ausrüstung 500.000 Livres damaliger Währung.